# 細見研介
細見 研介（ほそみ けんすけ、1962年12月31日 - ）は、日本の実業家。伊藤忠商事執行役員を経て、2021年に同社子会社であるファミリーマート代表取締役社長に就任した。

## 略歴
大阪府豊中市出身。幼少期は目立たない子供で、父親の転勤により転校が多かったせいで、中学時代は「友達らしい友達はできなかった」という。大阪府立豊中高等学校でアメリカンフットボール（アメフト）を始め、練習を重ねて体力や自信を高めるとともに、試合での戦術・戦略や相手との駆け引きに楽しさを見出し、1981年に卒業した。
神戸大学経営学部へ進学して1986年に卒業した。大学でもアメフトを続けて神戸大学レイバンズに所属し、1985年に主将となった。かつての名門チームも主力選手の卒業で力が落ち、史上最多の50人もの新入生入部が重なって悩んだが、米国流の先進的なアメフト技術で勝ってきた成功体験を捨て、高校までアメフト未経験だった部員も野球やサッカーで鍛えて足が速いといった特性を一人一人見極めて生かすとともに、基礎を反復練習させるなどしてアメフトの関西学生1部リーグ残留に成功した。「体重が半分くらいに軽くなったような」重責からの解放感を味わうとともに、持っている資源を生かす、小さくてもいいから勝ち筋をつくるといった、のちのビジネス人生につながる教訓を得た。
卒業後は伊藤忠商事に入社して繊維部門でキャリアを積み、米国の有名バッグブランド「レスポートサック」買収を成功させた。同じ部門の先輩で、のちに社長・会長に就く岡藤正広の「懐刀」と目される。ハンティングワールドジャパン取締役（出向）、伊藤忠商事ブランドマーケティング事業部、執行役員食品流通部門長などを経て、2019年7月から執行役員第8カンパニープレジデント。2021年よりファミリーマート代表取締役社長。
家族は大阪に住んでいるが、2024年時点で東京での単身赴任生活が15年目となっており、海外出張などで買い集めたり贈られたりしたポスター、人形、ぬいぐるみなどアート作品をコレクションしている。